# Coyuca de Catalán
Coyuca de Catalán è un comune del Messico, situato nello stato di Guerrero.